# 원적로 (이천시)
원적로(Wonjeok-ro)는 경기도 이천시 신둔면에서 백사면까지 이르는 이천시도로, 총 연장은 10.413 km이다. 이름이 유래된 것은 원적산의 이름을 부여받았기 때문이다.

## 역사
- 2009년 10월 26일 : 도로명으로 원적로를 고시

## 주요 경유지
- 이천시
  - 신둔면 (수광리 - 남정리 - 지석리 - 수하리 - 도암리 - 도봉리 - 장동리) - 백사면 (경사리 - 도립리 - 송말리 - 현방리)

## 접촉하는 도로
- 경충대로
- 남정로
- 성남이천로 (국도 제3호선)
- 이여로 (국가지원지방도 제70호선)
- 현방로

## 철도 연계역
- ● 수도권 전철 경강선 : 신둔도예촌역